# Rivula bicolorana
Rivula bicolorana är en fjärilsart som beskrevs av Legrand 1965. Rivula bicolorana ingår i släktet Rivula och familjen nattflyn. Inga underarter finns listade.